# Pertencimento
Pertencimento é a necessidade emocional humana de ser uma pessoa aceita em um grupo. Seja em família, amigos, colegas de trabalho, grupos religiosos ou qualquer outro grupo social, algumas pessoas tendem a ter um desejo inerente de pertencer e ser uma parte importante de algo maior do que elas. Isso implica no sendo de este tipo de emoção é maior do que o simples conhecimento ou familiaridade.
Pertencer ou não pertencer é um sentimento inerente à natureza humana. O pertencimento é uma experiência subjetiva que pode ser influenciada por uma série de fatores dentro das pessoas e do ambiente em que vivem. O senso de pertencimento de uma pessoa pode impactar suas as emoções físicas, emocionais, psicológicas e espirituais.
Roy Baumeister e Mark Leary argumentam que o pertencimento é uma motivação humana tão essencial que sua ausência  pode causar consequências severas. Se não fosse tão fundamental, a falta de pertencimento não teria efeitos tão negativos. Esse desejo é tão universal que a necessidade de pertencer é encontrada em todas as culturas e entre diferentes tipos de pessoas.